# Coppa Placci
La Coppa Placci est une course cycliste disputée entre Imola, en Italie, et Saint-Marin de 1923 à 2009.
Créé en 1923, elle doit son nom à Antonio Placci, coureur cycliste italien né à Imola et décédé en 1921. Elle a connu plusieurs périodes d'arrêt, notamment entre 1929 et 1945 et entre 1954 et 1961.
La Coppa Placci fait partie de l'UCI Europe Tour de 2005 à 2009, en catégorie 1.HC. L'édition 2009 sert de championnat d'Italie. En 2010, elle ne figure plus au calendrier UCI et est organisée au niveau national pour les moins de 23 ans, en raison du retrait d'un sponsor. En 2011, elle fusionne avec le Tour de Romagne qui devient le Tour de Romagne et Coppa Placci, puis en 2012 avec le Tour de Vénétie, qui devient le Tour de Vénétie et Coppa Placci. Cette dernière édition par d'Abano Terme et se termine à Imola.
En 2013, avec la crise économique, la Coppa Placci devient une course pour les jeunes. La compétition se déroule dans le cadre du « Grand Prix Fabbi Imola », une course réservée à la catégorie allievi (15-16 ans). L'U.S. Imolese et la Ciclistica Santerno Fabbi Imola partagent les coûts d'organisation. En 2014, l'Unione Sportiva Imolese est dissoute, mettant un terme à cette compétition historique.

## Palmarès

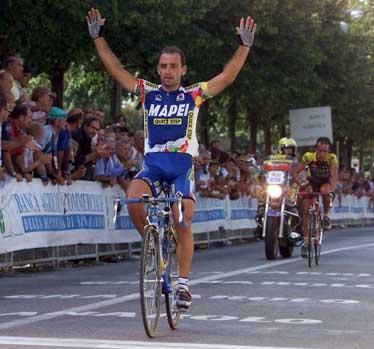
Paolo Bettini remporte en 2001 la

| Année   | Vainqueur                                            | Deuxième                                             | Troisième                                            |
| 1923    | Enea Dal Fiume                                       | Giuseppe Poresini                                    | Antonio Montevecchi                                  |
| 1924    | Emilio Petiva                                        | Enea Dal Fiume                                       | Antonio Candici                                      |
| 1925    | Emilio Petiva                                        | Domenico Piemontesi                                  | Battista Gilli                                       |
| 1926    | Ermanno Vallazza                                     | Enea Dal Fiume                                       | Mario Pomposi                                        |
| 1927    | Aleardo Simoni                                       | Aristide Cavallini                                   | Giuseppe Pancera                                     |
| 1928    | Pietro Fossati                                       | Allegro Grandi                                       | Adolfo Martelli                                      |
| 1929-45 | non disputé                                          | non disputé                                          | non disputé                                          |
| 1946    | Nedo Logli                                           | Ezio Cecchi                                          | Pietro Ferrari                                       |
| 1947    | non disputé                                          | non disputé                                          | non disputé                                          |
| 1948    | Luigi Casola                                         | Italo De Zan                                         | Ubaldo Pugnaloni                                     |
| 1949    | Renzo Soldani                                        | Virgilio Salimbeni                                   | Danilo Barozzi                                       |
| 1950    | Giacomo Zampieri                                     | Leo Castellucci                                      | Andrea Carrea                                        |
| 1951-52 | non disputé                                          | non disputé                                          | non disputé                                          |
| 1953    | Luciano Maggini                                      | Danilo Barozzi                                       | Pasquale Fornara                                     |
| 1954-61 | non disputé                                          | non disputé                                          | non disputé                                          |
| 1962    | Franco Cribiori                                      | Alcide Cerato                                        | Vendramino Bariviera                                 |
| 1963    | Ercole Baldini                                       | Graziano Battistini                                  | Alcide Cerato                                        |
| 1964    | Guido De Rosso                                       | Adriano Durante                                      | Bruno Fantinato                                      |
| 1965    | Michele Dancelli                                     | Italo Zilioli                                        | Adriano Passuello                                    |
| 1966    | Felice Gimondi                                       | Aldo Pifferi                                         | Italo Zilioli                                        |
| 1967    | Luciano Armani                                       | Michele Dancelli                                     | Adriano Durante                                      |
| 1968    | Suspendue pour cause de mauvais temps                | Suspendue pour cause de mauvais temps                | Suspendue pour cause de mauvais temps                |
| 1969    | Roberto Ballini                                      | Roger Kindt                                          | Gianfranco Bianchin                                  |
| 1970    | Ugo Colombo                                          | Giacinto Santambrogio                                | Franco Bitossi                                       |
| 1971    | Ugo Colombo                                          | Tomas Pettersson                                     | Giancarlo Polidori                                   |
| 1972    | Roger De Vlaeminck                                   | Marcello Bergamo                                     | Davide Boifava                                       |
| 1973    | Italo Zilioli                                        | Fabrizio Fabbri                                      | Enrico Maggioni                                      |
| 1974    | Roger De Vlaeminck                                   | Francesco Moser                                      | Eddy Merckx                                          |
| 1975    | Francesco Moser                                      | Franco Bitossi                                       | Felice Gimondi                                       |
| 1976    | Fausto Bertoglio                                     | Francesco Moser                                      | Pierino Gavazzi                                      |
| 1977    | Marino Basso                                         | Giuseppe Saronni                                     | Pierino Gavazzi                                      |
| 1978    | Gianbattista Baronchelli                             | Roberto Ceruti                                       | Carmelo Barone                                       |
| 1979    | Giovanni Battaglin                                   | Stefano D'Arcangelo                                  | Bernt Johansson                                      |
| 1980    | Giovanni Battaglin                                   | Wladimiro Panizza                                    | Silvano Contini                                      |
| 1981    | Alfio Vandi                                          | Palmiro Masciarelli                                  | Marino Amadori                                       |
| 1982    | Alfredo Chinetti                                     | Bruno Leali                                          | Emanuele Bombini                                     |
| 1983    | Marino Amadori                                       | Davide Cassani                                       | Alfio Vandi                                          |
| 1984    | Acácio da Silva                                      | Vittorio Algeri                                      | Franco Chioccioli                                    |
| 1985    | Silvano Contini                                      | Bruno Leali                                          | Tullio Cortinovis                                    |
| 1986    | Guido Bontempi                                       | Bruno Leali                                          | Gianbattista Baronchelli                             |
| 1987    | Massimo Ghirotto                                     | Pierino Gavazzi                                      | Gianni Bugno                                         |
| 1988    | Pierino Gavazzi                                      | Giuseppe Saronni                                     | Maurizio Fondriest                                   |
| 1989    | Claudio Chiappucci                                   | Franco Ballerini                                     | Camillo Passera                                      |
| 1990    | Mauro Gianetti                                       | Bruno Cenghialta                                     | Maurizio Piovani                                     |
| 1991    | Laurent Dufaux                                       | Ivan Gotti                                           | Éric Caritoux                                        |
| 1992    | Johan Bruyneel                                       | Claudio Chiappucci                                   | Davide Cassani                                       |
| 1993    | Maximilian Sciandri                                  | Giorgio Furlan                                       | Piotr Ugrumov                                        |
| 1994    | Angelo Lecchi                                        | Francesco Casagrande                                 | Giorgio Furlan                                       |
| 1995    | Francesco Casagrande                                 | Davide Cassani                                       | Massimo Donati                                       |
| 1996    | Andrea Tafi                                          | Luc Leblanc                                          | Richard Virenque                                     |
| 1997    | Beat Zberg                                           | Mirko Celestino                                      | Alessandro Baronti                                   |
| 1998    | Mauro Zanetti                                        | Mirko Celestino                                      | Massimo Donati                                       |
| 1999    | Mirko Celestino                                      | Sergio Barbero                                       | Francesco Casagrande                                 |
| 2000    | Francesco Casagrande                                 | Davide Rebellin                                      | Michele Bartoli                                      |
| 2001    | Paolo Bettini                                        | Gianni Faresin                                       | Eddy Mazzoleni                                       |
| 2002    | Matteo Tosatto                                       | Gianluca Bortolami                                   | Davide Rebellin                                      |
| 2003    | Danilo Di Luca                                       | Davide Rebellin                                      | Oscar Camenzind                                      |
| 2004    | Non-attribué                                         | Davide Rebellin                                      | Filippo Simeoni                                      |
| 2005    | Paolo Valoti                                         | Kim Kirchen                                          | Mikhaylo Khalilov                                    |
| 2006    | Rinaldo Nocentini                                    | Emanuele Sella                                       | Raffaele Ferrara                                     |
| 2007    | Alessandro Bertolini                                 | Andrei Kunitski                                      | Volodymyr Zagorodny                                  |
| 2008    | Luca Paolini                                         | Enrico Gasparotto                                    | Mauro Finetto                                        |
| 2009    | Filippo Pozzato                                      | Damiano Cunego                                       | Luca Paolini                                         |
| 2010    | Francesco Manuel Bongiorno                           | Moreno Moser                                         | Gianluca Randazzo                                    |
| 2011    | disputée en tant que Tour de Romagne et Coppa Placci | disputée en tant que Tour de Romagne et Coppa Placci | disputée en tant que Tour de Romagne et Coppa Placci |
| 2012    | disputée en tant que Tour de Vénétie et Coppa Placci | disputée en tant que Tour de Vénétie et Coppa Placci | disputée en tant que Tour de Vénétie et Coppa Placci |